# Мильдениц
Мильдениц (нем. Mildenitz) — община в Германии, в земле Мекленбург-Передняя Померания.
Входит в состав района Мекленбург-Штрелиц. Подчиняется управлению Вольдег.  Население составляет 512 человек (на 31 декабря 2010 года). Занимает площадь 20,32 км².